# Chicago Sky 2011
La stagione 2011 delle Chicago Sky fu la 6ª nella WNBA per la franchigia.
Le Chicago Sky arrivarono quinte nella Eastern Conference con un record di 14-20, non qualificandosi per i play-off.

## Roster
| N° | Naz.                   | Ruolo | Sportivo             | Anno | Alt. | Peso |
| -- | ---------------------- | ----- | -------------------- | ---- | ---- | ---- |
| 1  | Stati Uniti (bandiera) | A     | Tamera Young         | 1986 | 188  | 77   |
| 2  | Stati Uniti (bandiera) | AC    | Michelle Snow        | 1980 | 196  | 72   |
| 3  | Stati Uniti (bandiera) | GA    | Dominique Canty      | 1977 | 175  | 73   |
| 5  | Stati Uniti (bandiera) | G     | Erin Thorn           | 1981 | 178  | 68   |
| 7  | Stati Uniti (bandiera) | G     | Shay Murphy          | 1985 | 180  | 74   |
| 10 | Stati Uniti (bandiera) | G     | Epiphanny Prince     | 1988 | 175  | 76   |
| 14 | Stati Uniti (bandiera) | A     | Lindsay Wisdom       | 1986 | 188  | 84   |
| 21 | Stati Uniti (bandiera) | G     | Courtney Vandersloot | 1989 | 173  | 59   |
| 25 | Stati Uniti (bandiera) | GA    | Angie Bjorklund      | 1989 | 183  | 75   |
| 30 | Stati Uniti (bandiera) | C     | Carolyn Swords       | 1989 | 198  | 95   |
| 33 | Stati Uniti (bandiera) | A     | Cathrine Kraayeveld  | 1981 | 191  | 83   |
| 34 | Stati Uniti (bandiera) | C     | Sylvia Fowles        | 1986 | 198  | 91   |

## Staff tecnico
- Allenatore: Pokey Chatman
- Vice-allenatori: Jeff House, Christie Sides
- Preparatore atletico: Michelle Kania
- Preparatore fisico: Ann Crosby